# Glenea bimaculatithorax
Glenea bimaculatithorax är en skalbaggsart som beskrevs av Maurice Pic 1946. Glenea bimaculatithorax ingår i släktet Glenea och familjen långhorningar.
Artens utbredningsområde är:
- Laos.
- Myanmar.

Inga underarter finns listade i Catalogue of Life.